# Amphidesmus calabaricus
Amphidesmus calabaricus är en skalbaggsart som först beskrevs av Bates 1890.  Amphidesmus calabaricus ingår i släktet Amphidesmus och familjen långhorningar.
Artens utbredningsområde är Nigeria. Inga underarter finns listade i Catalogue of Life.